# Farmersburg Township (Iowa)
Farmersburg Township est un township, du comté de Clayton en Iowa, aux États-Unis,.
Le township est fondé en 1846. Althea Sherman, ornithologue américaine est originaire du township.

## Source de la traduction
- (en) Cet article est partiellement ou en totalité issu de l’article de Wikipédia en anglais intitulé « Farmersburg Township, Clayton County, Iowa » (voir la liste des auteurs).